# Islanda ai V Giochi olimpici invernali
L'Islanda partecipò ai V Giochi olimpici invernali, svoltisi a Sankt Moritz, Svizzera, dal 30 gennaio all'8 febbraio 1948, con una delegazione di 4 atleti impegnati in due discipline.